# Abraham Simpson
Abraham "Abe" Jay Simpson er en fiktiv figur fra den populære tegnede tv-serie The Simpsons. Hans stemme er indtalt af Dan Castellaneta.
Abraham, Abe eller bare "Grampa" er Homer Simpsons skiftevis små- og storsenile far, og en af Springfields ældste beboere. Han kom tilsyneladende til Amerika fra Storbritannien i det 19. århundrede, og boede for en stund i selveste frihedsgudinden.

## Historie
Da Abraham blev ældre, deltog han i 2. verdenskrig, både som minesøger og sergent i elitegruppen "The Flying Hellfish" hvis medlemmer bl.a. talte Montgomery Burns, og flere af de nutidige springfieldbeboeres forfædre. Mens han var udstationeret i England havde han en kortvarig affære med en lokal kvinde, der resulterede i en halvsøster til Homer.
Efter krigen giftede han sig med en noget yngre kvinde (Mona Simpson), som senere skulle blive Homers mor, og flyttede ud i et hus på landet. Nogle år senere var de tvunget til at sælge gården (Homer havde skræmt køerne, så de gav sur mælk) og flyttede ind i et hus, som Abe vandt ved at true med at afsløre et aftalt tv-show. Homers miljøforkæmpende mor forlod familien efter at have deltaget i en aktion mod Mr. Burns' bakterielaboratorium, men inden da havde Abe haft endnu en affære, der resulterede i Homers halvbror, Herbert Powell.
For at give Homer penge til et købe et hus til sin familie, solgte Abe efter nogle år sit eget hus, mod til gengæld at få lov at bo hos sin søn i hans nye hus. Efter tre uger blev han dog sendt på plejehjem, hvor han nu bruger det meste af sin tid på at brokke sig til aviser, sove, og vente på at familien ringer.
Af nævneværdige bedrifter er bl.a. at han næsten skød Hitler, blev forfatter til Itchy & Scratchy tegnefilmen og deltog i jagten på de malerier som han sammen med resten af "The Flying Hellfish" havde stjålet fra tyskerne under 2. verdenskrig. Desuden var han indehaver af den første radiostation i Springfield. Stationen sendte i døgndrift et simpelt, men lærerigt program: Edisons oplæsning af alfabetet.